# Hårik II
Hårik Håriksson, även kallad Erik barn eller Erik den yngre, död omkring 870, var en dansk kung. Han var son eller sonson till Hårik, och efterträdde denne vid hans död omkring 854.
Hårik sägs ha förletts av sina rådgivare att stänga kyrkan i Hedeby, men lät sedan återigen öppna den och tillät att den utstyrdes med en klocka. Kort därefter byggdes också en andra kyrka, i Ribe. Hårik sände år 864 även gåvor till påven Nikolaus I, som skriftligen tackade; det är det första kända påvebrevet till någon dansk kung.